# École pratique des hautes études
École pratique des hautes études (Vysoká škola praktických studií, EPHE) je francouzská vysoká škola typu Grand établissement, což zhruba odpovídá ryze výzkumné univerzitě. Věnuje se pokročilým studiím v biologických, historických a společenských vědách s důrazem na interdisciplinární spolupráci.

## Historie
Založil ji roku 1868 Napoleon III. se záměrem, aby se mladí lidé připravovali na vědeckou kariéru tím, že studují v seminářích a laboratořích a sami se podílejí na vědecké práci. Původně nevyžadovala ani nedávala žádné diplomy, což se později změnilo, takže škola vydává magisterské, doktorské a post-doktorské diplomy. Měla zprvu 4 oborová oddělení včetně matematiky a přírodních věd, k nimž roku 1896 přibylo oddělení pro náboženské vědy. Po roce 1947 vzniklo oddělení pro ekonomické a sociální vědy, které se roku 1975 osamostatnilo jako École des hautes études en sciences sociales (EHESS). Od roku 1986 byly matematické a fyzikální vědy přesunuty do jiných institucí a přibyla řada nových institutů, například pro mezioborové studium korálových ostrovů nebo pro studium stárnutí.

## Charakteristika
Škola má asi 250 profesorů a přes 3000 studentů, z nichž třetinu tvoří cizinci. Ústředí a většina laboratoří je na mnoha místech v Paříži, specializované pobočky v řadě francouzských měst. Vykazuje významnou vědeckou činnost v biologických, historických i společenských vědách a úzce spolupracuje s podobnými institucemi po celém světě.

## Významné osobnosti
- Émile Amélineau
- Raymond Aron
- Roland Barthes
- Émile Benveniste
- Marcellin Berthelot
- Michel Bréal
- Paul Broca
- Jean-Baptiste Charcot
- Yves Coppens
- Régis Debray
- Georges Dumézil
- Lucien Febvre
- Pierre Francastel
- Lucien Goldmann
- Claude Hagège
- Joseph Halévy
- Bernard Halpern
- Alexandre Kojève
- Alexandre Koyré
- Jacques Le Rider
- Henri Lebègue
- Pierre Lecomte du Noüy
- Claude Lévi-Strauss
- Alain de Libera
- Alfred Loisy
- Gaston Maspero
- Louis Massignon
- Marcel Mauss
- Henri Moissan
- Gaston Paris
- Jean-Bertrand Pontalis
- Jean Rouch
- Élisabeth Roudinescová
- Ferdinand de Saussure
- Pierre Teilhard de Chardin
- Joseph Vendryes
- William Henry Waddington